# Jaklin
Jaklin je priimek v Sloveniji, ki ga je po podatkih Statističnega urada Republike Slovenije na dan 1. januarja 2010 uporabljalo 199 oseb.

## Znani nosilci priimka
- Blaž Jaklin de Elefant (1644—1695), nitranski škof in nabožni pisec
- Damjan Jaklin, politik, župan občine Velika Polana
- Josip Jaklin (Jackl) (1860—1933), delavski politik, izgnan na Ogrsko oz. Hrvaško
- Mihael Jaklin (1770—1847), narodni buditelj v Prlekiji